# Deuterocohnia strobilifera
Deuterocohnia strobilifera är en gräsväxtart som beskrevs av Carl Christian Mez. Deuterocohnia strobilifera ingår i släktet Deuterocohnia och familjen Bromeliaceae.
Artens utbredningsområde är Bolivia.

## Underarter
Arten delas in i följande underarter:
- D. s. inermis
- D. s. strobilifera